# Ypupiara
Ypupiara é um gênero de dinossauros terópodes da família Dromaeosauridae, nativo da formação Serra da Galga, do Cretáceo Superior, durante o Maastrichtiano, há cerca de 70 a 66 milhões de anos. Até o momento, somente uma espécie foi nomeada, Ypupiara lopai. O gênero faz alusão à criatura aquática mitológica tupi Ypupiara, principalmente por causa de sua dieta piscívora.

## Descoberta e Nomeação
O holótipo do gênero, DGM 921-R, consiste na porção préantorbital fragmentada de uma maxila direita com três dentes associados e a porção posterior de um dentário direito. Segundo os dados deixados por Llewellyn Ivor Price, o coletor original do material, o espécime foi encontrado na localidade da Pedreira Caiera/Ponto 1 do Price, próximo da região da Serra do Veadinho, na cidade de Peirópolis, bairro rural de Uberaba, no estado brasileiro de Minas Gerais. Essa localidade corresponde a um afloramento da formação Serra da Galga, previamente referida aos membros Serra da Galga e Ponte Alta da formação Marília. O holótipo encontra-se atualmente perdido e provavelmente destruído, graças ao incêndio ocorrido em 2018 no Museu Nacional, instituição onde o material residia.
O nome Ypupiara faz referência à criatura mitológica Tupi Ypupîara, e significa "aquele que está dentro da água". A intenção do nome é fazer alusão ao modo de vida piscívoro que todos os membros de Unenlagiinia eram adaptados. Já o epíteto específico Y.lopai é uma homenagem à Alberto Lopa, que junto a Llewellyn Ivor Price, iniciou as expedições paleontológicas em Peirópolis. Além disso, Alberto Lopa foi responsável pela coleta deste espécime.

## Descrição e Paleobiologia
Duas características presentes no holótipo de Ypupiara lopai são comumente associadas a uma dieta piscívora, dentre elas dentes coniformes e alta contagem de dentes. Essas características são amplamente distribuídas em grupos provavelmente piscívoros, como terópodes Espinossaurídeos, pterossauros Anhangerídeos e crocodilos gavialoideos. Além disso, um estilo de vida piscívoro é inferido a todo o clado dos Unenlagiinia, hipótese contestada recentemente. Análises da anatomia dos membros posteriores de unenlaginios demonstra que esses organismos eram mais eficientes que suas contrapartes do norte, os eudromeossauros, em atividades cursoriais, e um estilo de vida oportunista em terra, semelhante a uma Seriema, seria mais correto. Essa análise pode ser mais plausível em relação ao táxon Buitreraptor, proveniente de estratos terrestres, porém Ypupiara e Austroraptor provavelmente consumiam peixes, já que habitavam regiões fluviais e lacustrinas.
Além de Ypupiara e Austroraptor, outros dois Dromaeosauridae são conhecidos por terem hábitos piscívoros: Microraptor gui e Halszkaraptor escuilliei. O primeiro era um oportunista, como evidenciado pela presença de peixes e aves basais em seus tratos digestórios fossilizados, enquanto Halszkaraptor é um táxon provavelmente semi-aquático e piscívoro, relacionado aos Unenlagíneos.
Em vida, Ypupiara tinha entre 2 e 3 metros de comprimento, dimensões medianas para o clado Dromaeosauridae.

### Outros Unenlagiíneos brasileiros

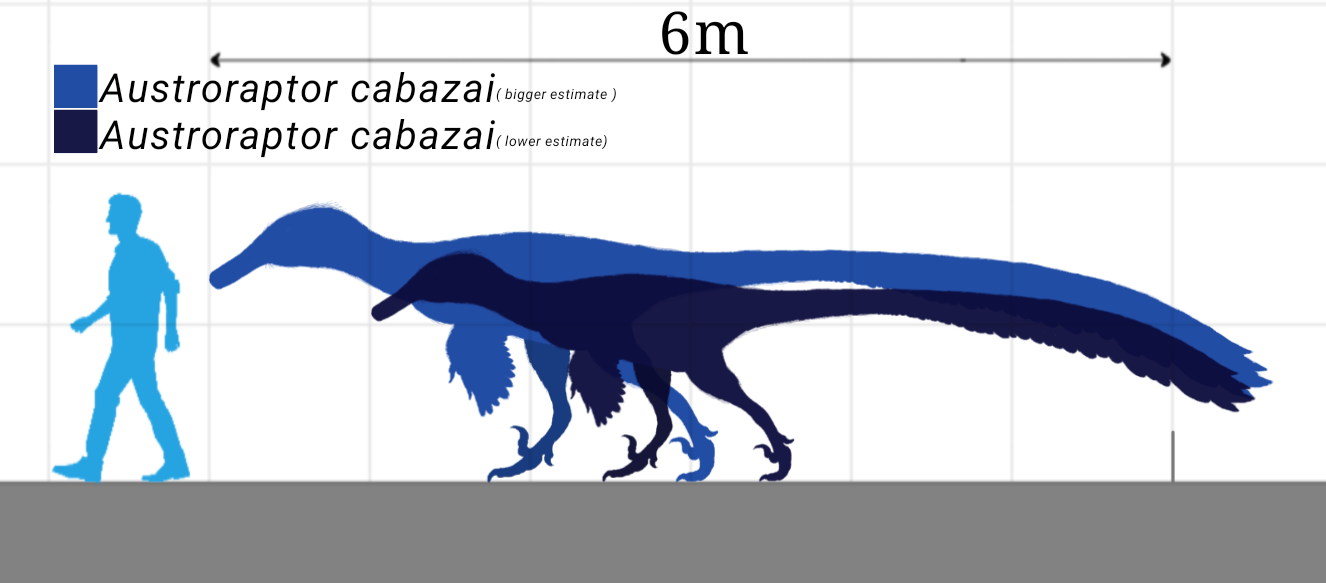
Comparação de tamanho entre um Humano e Austroraptor, táxon intimamente relacionado a Ypupiara

Outros materiais atribuíveis ao clado são conhecidos do Brasil, representados por material dentário de todo o país. Elementos ósseos também são reportados, dentre eles um vértebra dorsal da formação Adamantina e um metatarso direito, informalmente chamado de Lopasaurus, proveniente da mesma localidade que Ypupiara, que agora está perdido. Esse metatarso tem características diagnósticas de Unenlagiinae e pode ser parte de Ypupiara, porém sem materiais novos que tenham sobreposição, somente suposições podem ser feitas.

## Ecologia
Era endêmico da formação Serra da Galga, um ambiente árido com chuvas sazonais, entre 200 e 300mm anuais, e corpos d'água constantes. Compartilhava seu habitat com peixes ósseos, anfíbios anuros, tartarugas testudinatas, lagartos, quatro gêneros de crocodiliformes, dentre eles Itasuchus jesuinoi, Labidiosuchus amicum, Peirosaurus torminni e Uberabasuchus terrificus. Além desses, três saurópodes Titanosauros são nomeados: Trigonosaurus pricei, Baurutitan britoi e Uberabatitan ribeiroi. Outros materiais não nomeados atribuíveis a Titanosauria, Abelisauroidea, Abelisauridae, Avilae, Enanthiornithes e Maniraptora também são conhecidos da formação.

## Classificação
Ypupiara é bem estabelecido como táxon irmão de Austroraptor, dentro da subfamília Unenlagiinae, no clado mais abrangente Unenlagiinia, que contém Unenlagiinae+Halszkaraptorinae. Por sua vez, Unenlagiinia é o grupo mais basal dentro de dromaeosauridae. Austroraptor e Ypupiara são os unenlagiineos mais recentes conhecidos, datando do Campaniano-Maastrichtiano, muito mais recente do que os táxons argentinos datados do Cenomaniano-Coniaciano. Eles também são contemporâneos aos Halszkaraptoríneos da Mongólia.
Cladograma dos Dromaeosauridae por Brum et al (2021):
|  | Halszkaraptor                                          |
|  |                                                        |
|  | \| \| Mahakala \| \| \| \| \| \| Hulsanpes \| \| \| \| |
|  |                                                        |
|  | Mahakala                                               |
|  |                                                        |
|  | Hulsanpes                                              |
|  |                                                        |

|  | Mahakala  |
|  |           |
|  | Hulsanpes |
|  |           |

|  | Austroraptor |
|  |              |
|  | Ypupiara     |
|  |              |

|  | Unenlagia paynemili   |
|  |                       |
|  | Unenlagia comahuensis |
|  |                       |
|  | Neuquenraptor         |
|  |                       |
|  | Buitreraptor          |
|  |                       |

|  | Austroraptor |
|  |              |
|  | Ypupiara     |
|  |              |

|  | Unenlagia paynemili   |
|  |                       |
|  | Unenlagia comahuensis |
|  |                       |
|  | Neuquenraptor         |
|  |                       |
|  | Buitreraptor          |
|  |                       |

|  | Halszkaraptor                                          |
|  |                                                        |
|  | \| \| Mahakala \| \| \| \| \| \| Hulsanpes \| \| \| \| |
|  |                                                        |
|  | Mahakala                                               |
|  |                                                        |
|  | Hulsanpes                                              |
|  |                                                        |

|  | Mahakala  |
|  |           |
|  | Hulsanpes |
|  |           |

|  | Austroraptor |
|  |              |
|  | Ypupiara     |
|  |              |

|  | Unenlagia paynemili   |
|  |                       |
|  | Unenlagia comahuensis |
|  |                       |
|  | Neuquenraptor         |
|  |                       |
|  | Buitreraptor          |
|  |                       |

|  | Austroraptor |
|  |              |
|  | Ypupiara     |
|  |              |

|  | Unenlagia paynemili   |
|  |                       |
|  | Unenlagia comahuensis |
|  |                       |
|  | Neuquenraptor         |
|  |                       |
|  | Buitreraptor          |
|  |                       |

|  | Halszkaraptor                                          |
|  |                                                        |
|  | \| \| Mahakala \| \| \| \| \| \| Hulsanpes \| \| \| \| |
|  |                                                        |
|  | Mahakala                                               |
|  |                                                        |
|  | Hulsanpes                                              |
|  |                                                        |

|  | Mahakala  |
|  |           |
|  | Hulsanpes |
|  |           |

|  | Austroraptor |
|  |              |
|  | Ypupiara     |
|  |              |

|  | Unenlagia paynemili   |
|  |                       |
|  | Unenlagia comahuensis |
|  |                       |
|  | Neuquenraptor         |
|  |                       |
|  | Buitreraptor          |
|  |                       |

|  | Austroraptor |
|  |              |
|  | Ypupiara     |
|  |              |

|  | Unenlagia paynemili   |
|  |                       |
|  | Unenlagia comahuensis |
|  |                       |
|  | Neuquenraptor         |
|  |                       |
|  | Buitreraptor          |
|  |                       |

|  | Halszkaraptor                                          |
|  |                                                        |
|  | \| \| Mahakala \| \| \| \| \| \| Hulsanpes \| \| \| \| |
|  |                                                        |
|  | Mahakala                                               |
|  |                                                        |
|  | Hulsanpes                                              |
|  |                                                        |

|  | Mahakala  |
|  |           |
|  | Hulsanpes |
|  |           |

|  | Austroraptor |
|  |              |
|  | Ypupiara     |
|  |              |

|  | Unenlagia paynemili   |
|  |                       |
|  | Unenlagia comahuensis |
|  |                       |
|  | Neuquenraptor         |
|  |                       |
|  | Buitreraptor          |
|  |                       |

|  | Austroraptor |
|  |              |
|  | Ypupiara     |
|  |              |

|  | Unenlagia paynemili   |
|  |                       |
|  | Unenlagia comahuensis |
|  |                       |
|  | Neuquenraptor         |
|  |                       |
|  | Buitreraptor          |
|  |                       |

|  | Shanag           |
|  |                  |
|  | Táxons derivados |
|  |                  |